# Purpurvitmossa
Purpurvitmossa (phagnum warnstorfii) är en vitmossa som förekommer i rikkärr. Det latinska namnet har den fått från Carl Warnstorf.
Purpurvitmossa har i soliga lägen violettröda 1-2 centimeter breda skott, som i skuggiga lägen är nästan helt gröna, och som är arrangerade i fem knippen. Sporerna är ljusbruna och cirka 20–25 µm i diameter. Purpurvitmossa  förekommer i kanten på rikkärr, mineralrika myrar på minerotrofa platser och växer i tuvor och fastmattor. Det förekommer, men är mindre vanligt, att purpurvitmossa växer i rika sumpskogar.

## Utbredning
I norden förekommer purpurvitmossa i Danmark, Sverige, Norge och Finland samt på Färöarna, Island och Svalbard. Världsutbredningen omfattar Asien, Europa och Nordamerika. I Sverige förekommer Purpurvitmossa i hela landet och är klassad som livskraftig.

## Galleri

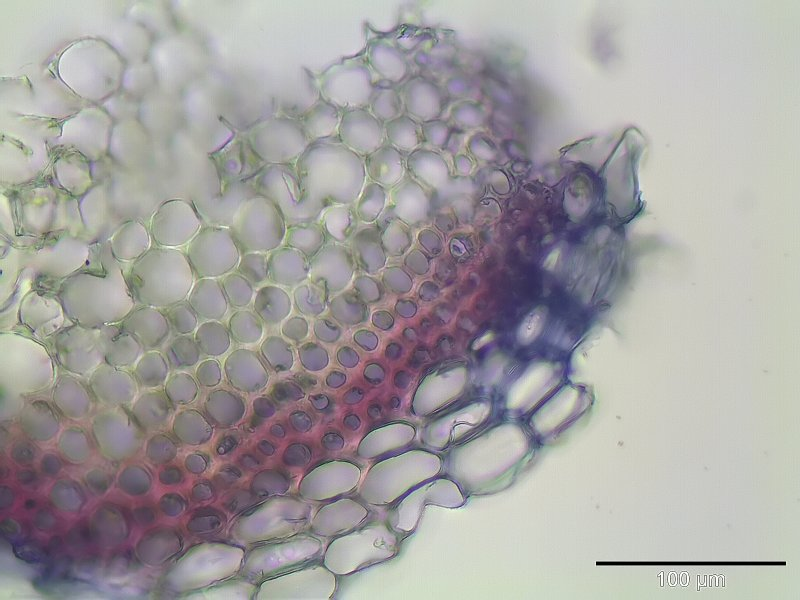
Tvärsnitt av stjälkblad (250 gångers förstoring).
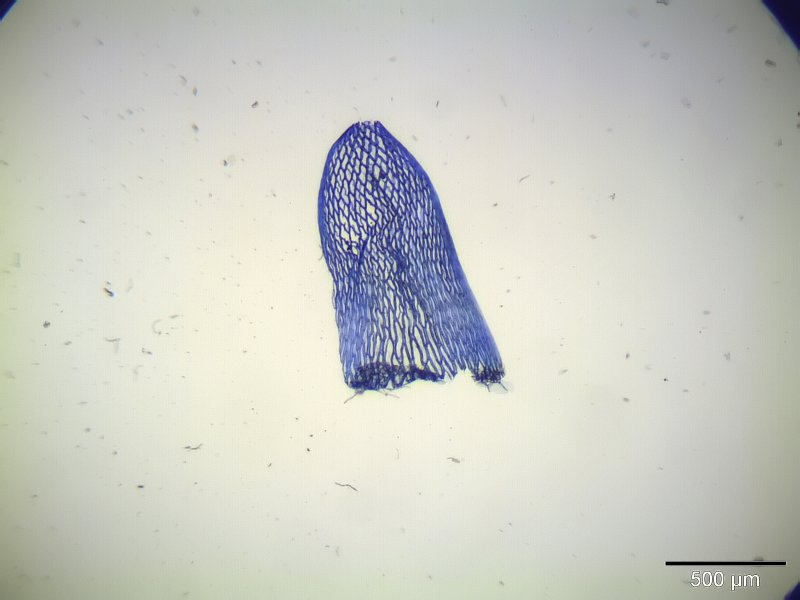
Stamblad (40 gångers förstoring).
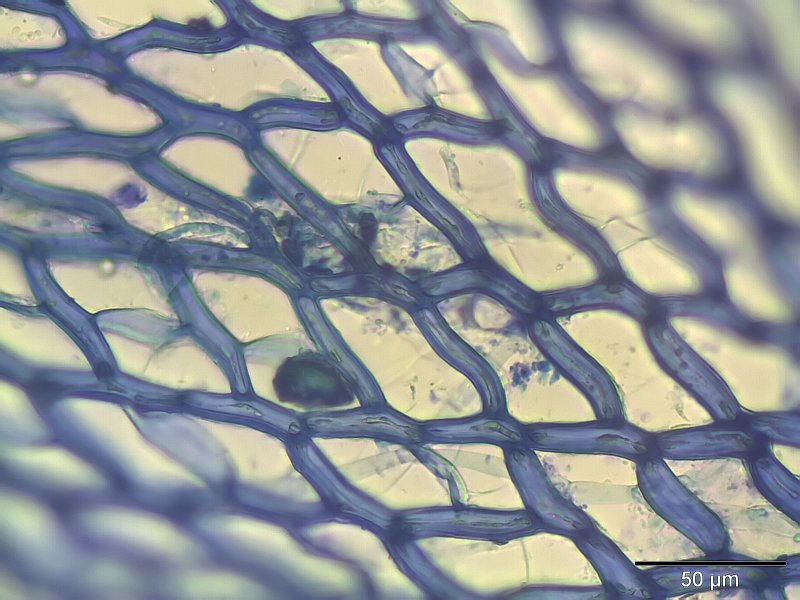
Stambladsceller (400 gångers förstoring).
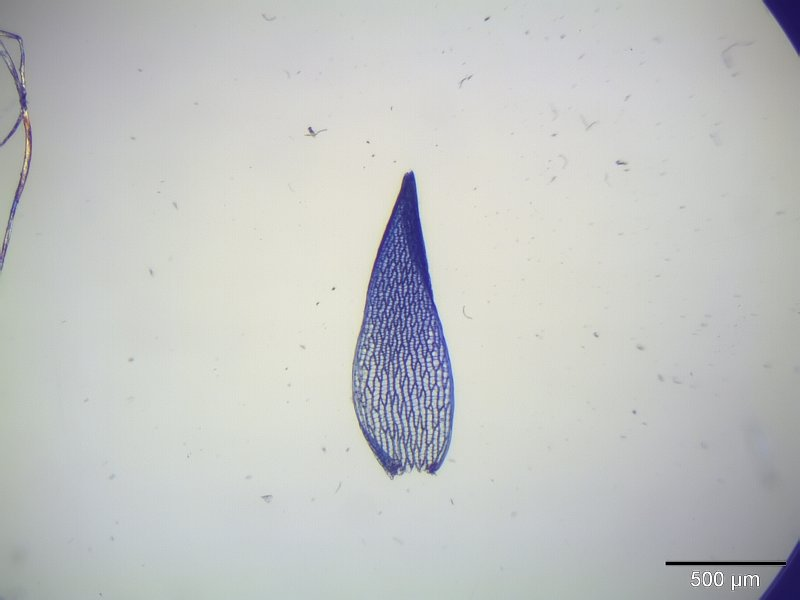
Grenblad (40 gångers förstoring).
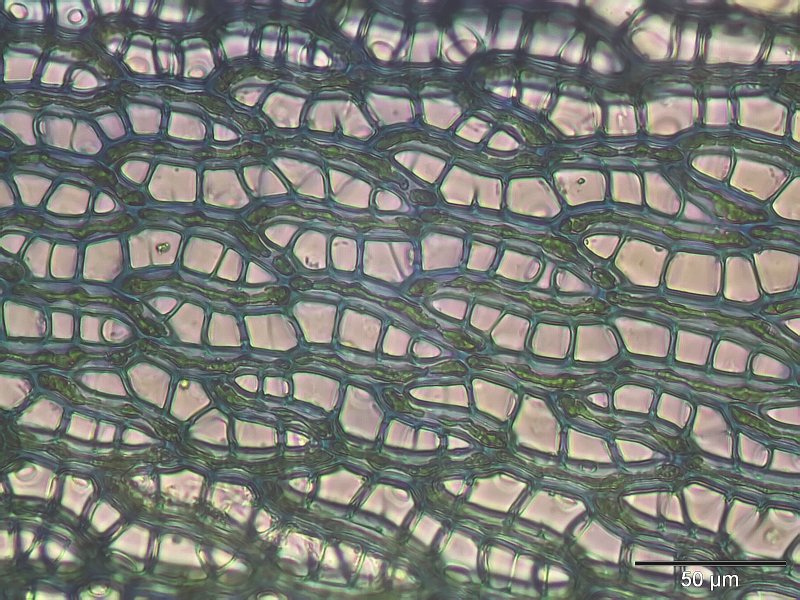
Grenbladsceller (400 gångers förstoring).
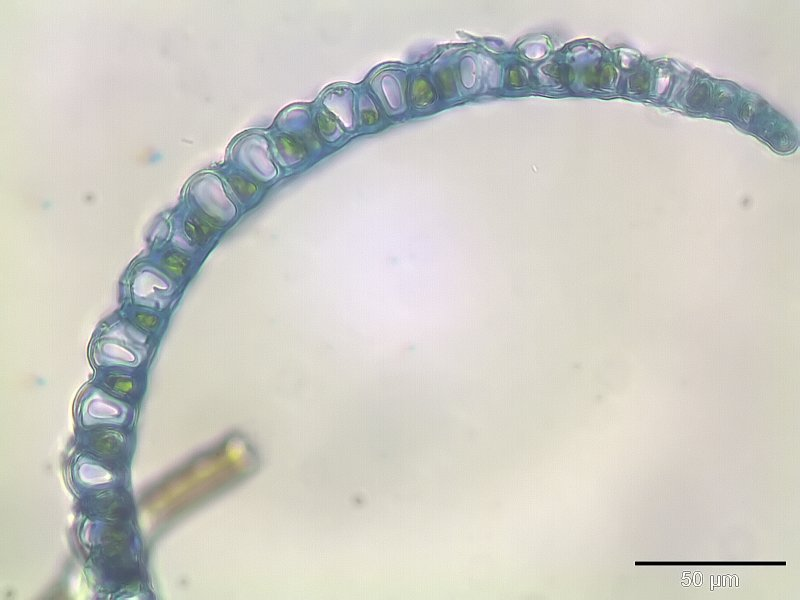
Grenbladstvärsnitt (400 gångers förstoring).